# ابن هيدور التادلي
هو أبو الحسن علي بن عبد الله بن هيدور التادلي التازي الفاسي(816هـ، 1413 ميلادي) المشهور بابن هيدور، إمام في علم الفرائض والحساب، وطبيب ممارسٌ ومدرسٌ؛ أنشأ قرب منزله مستشفى سُميّ "دار الشفاء". وتوفي في فاس.
اشتهر مؤخرا لكتابته عن الأوبئة فظهرت أخباره ومقالات عنه في جائحة كورونا، بصفته أول من ألّف رسالة عن الأوبئة سماها "المقالة الحِكْمية في الأمراض الوبائية".

## نشأته
ولد ابن هيدور في مدينة تازة في زقاق الحاج ميمون، وبقرب داره بنى مستشفاه، وصار الدرب يسمى باسم "درب الطبيب"، درس على يد ابن البناء المراكشي عالم الحساب. ودرس الطبّ.

## أعماله
تأثر ابن هيدور بابن البناء المراكشي المعروف في الرياضيات والحساب، ثم أسّس لنفسه مدرسة "أنملي" في تازة. كما أنشأ ابن هيدور قرب داره مستشفى "دار شفاء" لمعالجة المرضى وتعليم الطلاب، وعلى أنقاضه بُني المستشفى الحديث في مدينة تازة، ويسمى الحي الذي سكنه باسم "درب الطبيب"، وله ضريح معروف في تازة.

### مؤلفاته
- تحفة الطلاب وأمنية الحساب في شرح ما أشكل من رفع الحجاب، حققه أحمد مصلح 2006. وهو شرح لكتاب "تلخيص أعمال الحساب لـابن البناء المراكشي
- "المقالة الحكمية في الأمراض الوبائية"[1] من تحقيق نور الدين لارجى، وتتحدث عن الأوئبة وآثارها وطرق الوقاية من الوباء.
- "التمحيص في شرح التلخيص لابن البنا"[2]، كتاب في علوم الحساب.

## أثره
ظهر الاهتمام بابن هيدور خلال جائحة كورونا، فكتبت عنه مقالات كثيرة لأنه كان له قصب السبق في الكتابة عن الأوبئة بصفته طبيبًا على عكس غيره من المؤرخين، فقد كان انتشار الأوبئة في عصره، لاسيما الطاعون، دافعا لابن هيدور إلى دراسة هذه الظواهر، بحثا عن الدواء ووسائل الوقاية، فوضع رسالته المسماة "لمقالة الحِكْمية في الأمراض الوبائية"، عالج فيها تفشي الأوبئة في البلاد وسبل الوقاية منها. وهذه الرسالة مخطوطة محفوظة نسخة منها في عدة أماكن.

يذكر الطبيب ابن هيدور في رسالته، أن أصول الوباء تعود في شق منها إلى فساد الهواء الذي ينتج بدوره عن 
| ابن هيدور التادلي | الأبخرة المتعفنة الصاعدة من الأرض... إذ ترتفع أبخرة فاسدة متعفنة من السباخ والبطائح المتغيرة... والتربة الراكدة في الهواء وأقذار الناس وفضلاتهم والقتلى في الملاحم، وكل هذا يحدث عنه الوباء. | ابن هيدور التادلي |

و ربط أسبابها أيضا بالجفاف ونقص الغذاء بسبب الحروب والمجاعات والغلاء مما يدفع الناس لترك الحيطة إذ يقول 
| ابن هيدور التادلي | فساد الأغذية المستعملة في زمن المجاعات وغلاء الأسعار يضطر الإنسان إلى تناول غذاء غير مألوف قد فسد وتعفن لطول زمانه فينفسد المزاج من هذه الأغذية، وتحدث الأمراض القاتلة. | ابن هيدور التادلي |

كما فنّد أن يكون للنجوم دور في هذه الأوبئة فذكرها ساخرا 
| ابن هيدور التادلي | وهذا علم صحيح وقانون مطرد، لا يحتاج فيه إلى تعليل ولا إلى نظر في النجوم | ابن هيدور التادلي |

ويذكر ابن هيدور في باب "الوقاية من الأوبئة"؛ بأن على من يريد الوقاية بأن
| ابن هيدور التادلي | يدبر الهواء الذي يتنفس به، إذ لا يمكنه تبديله ولا مندوحة عنه لسواه، إذ هو مادة حياته فيجب عليه إذ ذاك إصلاح جواهر الهواء من اتخاذ البيوت العالية ورشها بالرياحين.. وبماء الورد الممزوج بالخل، والتطيب به ومسح الوجه والأطراف والمواظبة. | ابن هيدور التادلي |